# 여러 언어에서의 파랑과 녹색의 구별

가시광선의 스펙트럼을 어떤 이름으로 부르는지는 문화에 따라 다르다. 현대 유럽어에서는 대략 520-570 nm 영역을 "녹색"(green)이라 하지만, 언어에 따라서는 450-530 nm 정도("파랑/초록")나 530-590 nm 정도("초록/노랑") 정도를 녹색이라 부르기도 한다.

여러 언어 가운데에는 파랑과 녹색을 구별하는 언어도 있고, 구별하지 않는 언어도 있다. 또, 짙은 파랑과 옅은 파랑을 농도나 채도만 차이나는 같은 파란색이 아닌, 별개의 색으로 여기는 언어도 있다.
브렌트 벌린과 폴 케이의 1969년 연구 〈Basic Color Terms: Their Universality and Evolution〉에 따르면, 한 언어에서 파란색과 초록색을 구별하기 전까지는 갈색, 자주색, 분홍색, 주황색과 회색을 구별하는 낱말이 나타나지 않는다. 색을 나타내는 낱말이 발전되는 과정은 그 연구 결과에 따르면 하얀색/검은색(또는 밝음/어두움), 빨간색과 초록색/노란색의 구별로부터 시작된다.
많은 언어에는 파란색과 초록색을 구별하는 낱말이 없고, 둘을 하나로 일컫는 낱말만 존재한다. 예를 들어, 베트남어에서는 나뭇잎의 색깔과 하늘 빛을 구별하지 않고 'xanh'('xanh lá cây'는 나뭇잎의 초록색, 'xanh dương'은 바다의 파란색)라는 낱말로 표현한다. 태국어의 'เขียว'는 하늘과 바다를 설명할 때만 파란색, 그 밖의 경우는 초록색을 지칭하며, 'เขียวชอุ่ม', 'เขียวขจี', 그리고 'เขียวแปร๊ด'는 모두 짙은 파란색 또는 밝은 초록색을 일컫는데, 파란색과 초록색을 구별하게 되면서 점차 후자의 사용이 확대되고 있다. 한국어의 '파랗다'나 중국어의 '칭(青 qīng[*])', 일본어의 '아오(青 あお[*])'와 같이, 초록색과 파란색을 구별해 일컫는 낱말이 이미 있음에도 불구하고 둘을 함께 일컫는 낱말 역시 사용되는 언어도 있다. 남아프리카의 츠와나어 등 응구니어어에 속하는 언어에는 파란색과 초록색을 같은 낱말로 표현한다. 전통적인 웨일스어에서 'glas'라는 낱말은 파란색을 나타낼 수 있지만, 초록색이나 회색 빛을 나타낼 수도 있다. 그러나 현대 웨일스어에서는 이를 구별하여 'glas'는 파란색만을 표현하며, 'gwyrdd'는 초록색을 'llwyd'는 회색을 각각 나타낸다. 이와 비슷하게 게일어로 'glas'는 여러 명암의 초록과 회색을 나타낼 수 있으며 'loath'는 회색만을, 'gorm'은 파란색만을 나타낸다. 고대 노르드어에서 'blá'는 검은색(따라서 흑인은 blámenn (파란/검은 사람)이라고 불린다)을 나타내기도 하였다. 이와 비슷하게, 스웨덴어에서 파란색을 나타내는 'blå'도 20세기 초까지 검은색을 나타내는 데 사용되기도 하였다.

## 한국어
순한국어 낱말인 '푸르다'는 파란색, 초록색이나 그 둘이 섞인 빛을 나타낸다. 예를 들어 '푸른 하늘'은 하늘의 파란 빛을 표현하며, '푸른 숲'은 나무의 초록 빛을 표현한다. 파란색과 초록색을 각각 따로 나타내는 '파랑'('파란색'), '초록'('초록색' 또는 '녹색')과 같은 낱말도 있다. 그러나 초록은 한국 고유어가 아니기 때문에 활용하지 못한다. 교통 신호를 과거에 '파란불'이라 일컫기도 했다. 일부 언어 순수주의자들은 초록을 '초랑'으로, 보라를 '보랑'으로 바꾸어 '초랗다', '보랗다' 등의 활용을 쓸 것을 제안하기도 하였다.

## 영어
파란색을 나타내는 'blue'(블루)와 초록색을 나타내는 'green'(그린) 등이 따로 존재하며, 둘이 섞인 빛은 'bluish green'(블루이시 그린)등으로 나타낸다. 언어학 용어로 제안된 'grue'(그루)는 다른 언어에서 파란색과 초록색을 구별하지 않는 낱말을 영어로 번역하기 위해서 사용되기도 한다.

## 러시아어
러시아어에는 파란색 계열을 통칭하는 낱말이 없다. 대신, 전통적으로 밝은 파란색은 'голубой'(골루보이)로, 보통 또는 짙은 파란색은 'синий'(시니)로 나타내는 등 명암에 따라서 다른 낱말을 사용한다. 예를 들어, 기본 색 일곱 가지를 빨간색 - 주황색 - 노란색 - 초록색 - 밝은 파란색(голубой, 청록색과 다름) - 짙은 파란색(синий) - 보라색으로 나타낸다. 한편, 하늘색과 옥색(cyan)을 다른 빛으로 구별하지 않고, 명암이 차이나는 한가지 빛으로 인식한다. 이는, 영어에서 빨간색을 red로, 분홍색을 pink로 나타내 구별하는 것과 달리, 한자문화권에서 빨간색(홍색(紅色))과 분홍색(粉紅色)을 공히 빨갛다는 의미를 지닌 '紅'(홍)을 써서 표현하는 것, 즉 명암, 농도가 차이나는 같은 빨간 빛으로 인식하는 것과 비슷하다.

## 러시아 극동 및 기타
이들은 우리말이 그렇듯 푸르다는 한 가지 어휘가 존재한다.
- 몽골어는 청색·록색이 각각 쳉흐르(цэнхер), 너건(ногоон)인데 한자어에서 유래했다고 추정된다.

※ 알타이어족을 언급했지만 튀르크어파는 두 색을 구분하기 때문에 관하지 않는다.
- 에벤어를 쓰는 에벤족은 역시 시베리아에서 청•록색을 함께 쓰는 깃발을 가진 이들 가운데 하나인데, 역시 한 가지 어휘(촐바나)를 사용한다. 어웡키어(에벤키어)역시 그렇다.

## 같이 보기
- 의미장
- 파란색, 초록색, 암청색
- 색 목록
- 색 이름
- 귀납의 새로운 수수께끼

## 참고 문헌
- Brent Berlin, Paul Kay: Basic color terms : their universality and evolution. CLSI Publ., Stanford (Calif.) 1999, ISBN 1-57586-162-3
- Green... midori? ao? – 요미우리 신문의 "Pera Pera Penguin" 컬럼 (32호)